# Jeff Marx
Jeff Marx est un compositeur américain et parolier de comédie musicale né le 10 septembre 1970. Il a notamment coécrit avec Robert Lopez la comédie musicale Avenue Q qui a reçu un Tony Award, et écrit les paroles de la chanson You Have More Friends Than You Know.